# Kernenergie in Schweden
Die Kernenergie spielt mit rund 30 % Anteil am Strommix eine wichtige Rolle bei der Energieversorgung in Schweden. Der erste kommerziell genutzte Reaktorblock ging 1964 in Betrieb. Die Kernenergie trägt neben dem Beitrag von Wasser- und Windenergie, Fernwärme und einer hohen CO2-Besteuerung dazu bei, dass Schweden zu den europäischen Ländern mit den niedrigsten pro-Kopf CO2-Emissionen zählt.
In Schweden wurde in den 1990er Jahren fast die Hälfte des gesamten Stromes in Kernkraftwerken erzeugt, danach war der Anteil rückläufig. Mit Stand Januar 2023 werden an 3 Standorten 6 Reaktorblöcke mit einer installierten Nettoleistung von zusammen 6885 MW betrieben; 7 Blöcke an 4 Standorten mit einer installierten Nettoleistung von zusammen 4054 MW wurden bereits stillgelegt. Zwischenzeitlich wurde mehrmals über einen Ausstieg aus der Kernenergie diskutiert. Nach aktuellen Regierungsplänen (Stand 2023) zu einer 100 % von fossilen Brennstoffen freien Energieversorgung soll die Kernenergie massiv ausgebaut werden.

## Geschichte
In Schweden wurde der Reaktorblock Ågesta am 1. Mai 1964 als erster in Betrieb genommen. Das Kernkraftwerk Ringhals war mit seinen ursprünglich vier Reaktorblöcken und einer installierten Bruttoleistung von 3.697 MW das leistungsstärkste Kernkraftwerk. Der Reaktorblock Forsmark 3 ist mit einer Bruttoleistung von 1.212 MW der leistungsstärkste Einzelreaktor.
Nach der partiellen Kernschmelze im US-amerikanischen Kernkraftwerk Three Mile Island 2 im Jahr 1979 folgte in Schweden im März 1980 eine Volksabstimmung über die Zukunft der Kernenergie. Mit 58,1 Prozent sprachen sich die Wähler für einen weiteren begrenzten Ausbau von Kernkraftwerken aus. Infolgedessen beschloss das schwedische Parlament 1980, dass keine weiteren Kernkraftwerke gebaut werden sollen. Die damals im Bau befindlichen sechs Reaktoren wurden dennoch fertiggestellt. Der Ausstieg aus der Kernenergie sollte bis 2000 abgeschlossen sein. Diese Frist wurde auf 2010 verlängert und im Jahr 2009 ganz aufgehoben.
Nach der Katastrophe von Tschernobyl im Jahr 1986 wurde erneut über die Risiken von Kernenergie diskutiert. Der schwedische Reichstag beschloss 1997, einen der beiden Reaktoren des Kernkraftwerkes Barsebäck bis zum 1. Juli 1998 abzuschalten und den zweiten noch vor dem 1. Juli 2001, jedoch unter der Bedingung, dass die Energieproduktion bis dahin ausgeglichen ist. Der Block 1 im Kernkraftwerk Barsebäck wurde am 30. November 1999 abgeschaltet und Block 2 folgte am 1. Juni 2005.
1998 beschloss die Regierung, keine weiteren Wasserkraftwerke zu bauen, um die inländischen Wasserressourcen zu schützen.
Der Ausstieg aus der Kernenergie wird in Schweden weiterhin kontrovers diskutiert. Als 2006 die konservative Regierung unter Ministerpräsident Fredrik Reinfeldt ihr Amt antrat, versuchte diese, den Ausstieg abzubrechen, musste zunächst jedoch nach Protesten davon ablassen.
Am 5. Februar 2009 verabschiedete die Regierung dann ein Energieprogramm, das neben dem massiven Ausbau der Windenergie und einer Senkung des gesamten Energieverbrauchs auch den Neubau von Atomkraftwerken wieder erlauben soll. Neue Reaktoren dürfen dabei nur als Ersatz für stillgelegte Kraftwerke an bestehenden Standorten gebaut werden. Anders als in einigen deutschen Medien gemeldet, gibt es jedoch keine konkreten Neubaupläne. Mit dem Programm schloss die Regierung auch staatliche Unterstützung für den Neubau von Atomkraftwerken aus. Am 17. Juni 2010 bestätigte der schwedische Reichstag den Beschluss.
Im Juni 2014 kündigte Schweden die Erhöhung der von Kernkraftwerksbetreibern zu entrichtende Gebühr für die Endlagerung von Atommüll an. Diese sollte nach den Plänen um 73 % steigen. Hintergrund war, dass die Kosten für die Endlagerung bis dahin deutlich unterschätzt worden waren. Von 2014 bis 2022 wurde das Land durch eine Koalition der Sozialdemokratischen Arbeiterpartei Schwedens und der Umweltpartei/Die Grünen regiert. Zwar hat diese Partei den Atomausstieg nicht politisch wieder eingeführt, jedoch wurde die sogenannte „Effektsteuer“, die Atomreaktoren nach ihrer theoretischen und nicht der tatsächlichen Leistungsfähigkeit besteuert, um ein Sechstel erhöht. Nachdem die größten schwedischen Stromanbieter Vattenfall und e.On daraufhin eine marktbedingte Abschaltung von vier Reaktoren an den Standorten Oskarshamn und Ringhals bis zum Jahr 2020 angekündigt hatten, sah es aus als würden die Zeichen in Schweden wieder auf Atomausstieg stehen. 2016 hat sich die gleiche Koalitionsregierung allerdings entschlossen, die Effektsteuer 2019 wieder abzuschaffen und bis zu zehn alte Reaktoren durch neue zu ersetzen.
Am 17. Juni 2017 fuhr der Betreiber des AKWs Oskarshamn Block 1 der Anlage herunter und gab am 19. Juni 2017 bekannt, dass der Reaktorblock dauerhaft stillgelegt werde.
In den Jahren 2019 bzw. 2020 wurden die Reaktoren Ringhals 2 und Ringhals 1 stillgelegt.
Im Juni 2022 erklärte Vattenfall, den Bau von zwei kleinen modularen Reaktoren (SMR) neben dem Kernkraftwerk Ringhals zu prüfen.
Am 14. Oktober 2022 schlossen die neuen schwedischen Regierungsparteien zusammen mit den sie unterstützenden Schwedendemokraten die sog. „Tidö-Vereinbarung“. Demnach sollen die Voraussetzungen für ein Wiederanfahren von Ringhals 1 und 2 und der Bau weiterer Reaktoren geprüft werden. Das Ziel von Schwedens Energiepolitik wird von „100% erneuerbare Energie“ auf „100% frei von fossilen Brennstoffen“ geändert. Im November 2023 gab die Regierung bekannt, am Standort Ringhals bis 2035 zwei neue Reaktorblöcke zu errichten, und ebnete den Weg für einen massiven Ausbau der Kernenergie bis 2045 mit etwa zehn zusätzlichen Reaktoren.

## Liste der Kernkraftwerke in Schweden
| Name       | Block | Reaktor- typ | Modell | Status      | Leistung [MWe] | Leistung [MWe] | Therm. Leistung [MWt] | Bau- beginn | Erste Kritika- lität | Erste Netz- synchro- nisation | Kommer- zieller Betrieb (geplant) | Abschal- tung (geplant) | Ein- speisung [TWh] |
| Name       | Block | Reaktor- typ | Modell | Status      | Netto          | Brutto         | Therm. Leistung [MWt] | Bau- beginn | Erste Kritika- lität | Erste Netz- synchro- nisation | Kommer- zieller Betrieb (geplant) | Abschal- tung (geplant) | Ein- speisung [TWh] |
| ---------- | ----- | ------------ | ------ | ----------- | -------------- | -------------- | --------------------- | ----------- | -------------------- | ----------------------------- | --------------------------------- | ----------------------- | ------------------- |
| Ågesta     | 1     | PHWR         | –      | Stillgelegt | 10 (9)         | 12             | 80                    | 01.12.1957  | 17.07.1963           | 01.05.1964                    | 01.05.1964                        | 02.06.1974              | 0,40                |
| Barsebäck  | 1     | BWR          | AA-II  | Stillgelegt | 600 (570)      | 615            | 1800                  | 01.02.1971  | 18.01.1975           | 15.05.1975                    | 01.07.1975                        | 30.11.1999              | 93,82               |
| Barsebäck  | 2     | BWR          | AA-II  | Stillgelegt | 600 (570)      | 615            | 1800                  | 01.01.1973  | 20.02.1977           | 21.03.1977                    | 01.07.1977                        | 31.05.2005              | 108,04              |
| Forsmark   | 1     | BWR          | AA-III | In Betrieb  | 990 (900)      | 1027           | 2927                  | 01.06.1973  | 23.04.1980           | 06.06.1980                    | 10.12.1980                        | –                       | 288,18              |
| Forsmark   | 2     | BWR          | AA-III | In Betrieb  | 1121 (900)     | 1157           | 3253                  | 01.01.1975  | 16.11.1980           | 26.01.1981                    | 07.07.1981                        | –                       | 285,40              |
| Forsmark   | 3     | BWR          | AA-IV  | In Betrieb  | 1172 (1050)    | 1195           | 3300                  | 01.01.1979  | 28.10.1984           | 05.03.1985                    | 18.08.1985                        | –                       | 311,41              |
| Oskarshamn | 1     | BWR          | AA-I   | Stillgelegt | 473 (440)      | 492            | 1375                  | 01.08.1966  | 12.12.1970           | 19.08.1971                    | 06.02.1972                        | 19.06.2017              | 110,27              |
| Oskarshamn | 2     | BWR          | AA-II  | Stillgelegt | 638 (580)      | 661            | 1800                  | 01.09.1969  | 06.03.1974           | 02.10.1974                    | 01.01.1975                        | 22.12.2016              | 154,00              |
| Oskarshamn | 3     | BWR          | AA-IV  | In Betrieb  | 1400 (1050)    | 1450           | 3900                  | 01.05.1980  | 29.12.1984           | 03.03.1985                    | 15.08.1985                        | –                       | 306,03              |
| Ringhals   | 1     | BWR          | AA-I   | Stillgelegt | 881            | 910            | 2540                  | 01.02.1969  | 20.08.1973           | 14.10.1974                    | 01.01.1976                        | 31.12.2020              | 221,15              |
| Ringhals   | 2     | PWR          | WH 3LP | Stillgelegt | 852 (820)      | 963            | 2652                  | 01.10.1970  | 19.06.1974           | 17.08.1974                    | 01.05.1975                        | 31.12.2019              | 216,14              |
| Ringhals   | 3     | PWR          | WH 3LP | In Betrieb  | 1072           | 1117           | 3135                  | 01.09.1972  | 29.07.1980           | 07.09.1980                    | 09.09.1981                        | –                       | 264,64              |
| Ringhals   | 4     | PWR          | WH 3LP | In Betrieb  | 1130           | 1171           | 3300                  | 01.11.1973  | 19.05.1982           | 23.06.1982                    | 21.11.1983                        | –                       | 258,28              |

1. 1 2  AA-III, BWR-2500
2. 1 2  AA-IV, BWR-3000

## Forschungsreaktoren
- R0 (Reaktor) – Forschungsreaktor in Studsvik September 1959–1972
- R1 (Reaktor) – Forschungsreaktor KTH (Königliche Technische Hochschule), Valhallavägen, Stockholm 1954–1970
- R2 (Reaktor) – Forschungsreaktor in Studsvik 1960–2005
- R4 (Reaktor) – Marviken östlich von Norrköping, 1970 stillgelegt, bevor er gestartet wurde